# (38437) 1999 RV242
1999 RV242 (asteroide 38437) é um asteroide da cintura principal. Possui uma excentricidade de 0.16651340 e uma inclinação de 8.77469º.
Este asteroide foi descoberto no dia 4 de setembro de 1999 por LONEOS em Anderson Mesa.